# Code Geass: Akito the Exiled
Code Geass: Akito the Exiled (コードギアス 亡国のアキト?, Kōdo Giasu - Bōkoku no Akito, letteralmente "Code Geass - Akito della nazione in rovina"), è una serie di film anime del media franchise giapponese Code Geass, in cinque episodi, gaiden della serie televisiva Code Geass: Lelouch of the Rebellion. I film hanno la stessa ambientazione della serie, ma personaggi differenti: alcuni ragazzi originari dell'Area 11 (il Giappone) inviati a combattere in Europa.
I cinque film sono stati proiettati nei cinema giapponesi a partire dal 4 agosto 2012, per poi essere pubblicati in Blu-ray Disc e DVD il penultimo è uscito nelle sale a luglio 2015, mentre l'episodio finale annunciato a luglio 2015 dalla Sunrise uscì nel febbraio 2016.
Finora sono usciti cinque episodi dalla durata rispettiva di circa 50/60 minuti cadauno.
In Italia l'anime è pubblicato da Dynit ed il primo episodio è uscito in DVD e Blu-ray il 14 marzo 2013 con doppiaggio italiano eseguito presso lo studio A.D.C. Group sotto la direzione di Claudio Beccari, utilizzando un cast di provenienza milanese per doppiare nuovi personaggi, mentre per gli altri personaggi, già apparsi nella serie TV come protagonisti, vennero recuperati i doppiatori di scuola romana.

## Trama
La storia si svolge nell'anno 228 del "Calendario rivoluzionario" europeo (corrispondente al 2017 del calendario imperiale di Britannia) a cavallo fra la prima e la seconda serie, quando il Giappone comincia ad accusare colpi dopo la sparizione e la presunta morte di Zero (alter ego di Lelouch Vi Britannia a capo dei Cavalieri Neri).
La trama prende piede nella superpotenza Unione delle Repubbliche di Europia (ユーロピア共和国連合?, Yūropia Kyōwakoku Rengō), la quale, soverchiata dall'aggressiva campagna militare del Sacro Impero di Britannia, spera di cambiare le sorti della guerra formando una speciale divisione conosciuta come “wZERO″, nella quale milita un promettente pilota di knightmare frame, Akito Hyūga. Altro personaggio rilevante sarà Leila Malcal, ex aristocratica britanna votatasi alla causa dell'E.U., la quale capeggia il gruppo di ribelli “Wyvern” (ワイバーン?, Waibān), composto da giovani giapponesi. I Wyvern si lanciano incautamente sul campo di battaglia, dove le possibilità di sopravvivenza sono incredibilmente scarse. Loro combattono per la propria libertà e per una "casa" in cui tornare.

## Personaggi

### Unione delle Repubbliche di Europia
Akito Hyūga (日向 アキト?, Hyūga Akito)
Doppiato da: Miyu Irino e Ryōka Yuzuki (da bambino) (ed. giapponese), Federico Viola (ed. italiana)
Leila Malcal (レイラ・マルカル?, Reira Marukaru)
Doppiata da: Maaya Sakamoto e Sumire Morohoshi (da bambina) (ed. giapponese), Emanuela Pacotto (ed. italiana)
Ryō Sayama (佐山 リョウ?, Sayama Ryō)
Doppiato da: Satoshi Hino (ed. giapponese), Roger Mantovani (ed. italiana)
Yukiya Naruse (成瀬 ユキヤ?, Naruse Yukiya)
Doppiato da: Yoshitsugu Matsuoka (ed. giapponese), Federico Zanandrea (ed. italiana)
Ayano Kōsaka (香坂 アヤノ?, Kōsaka Ayano)
Doppiata da: Yōko Hikasa (ed. giapponese), Deborah Morese (ed. italiana)
Claus Warrick (クラウス・ウォリック?, Kurausu Worikku)
Doppiato da: Keiji Fujiwara (ed. giapponese), Maurizio Merluzzo (ep. 2) (ed. italiana)
Sophie Randle (ソフィ・ランドル?, Sofi Randoru)
Doppiata da: Yūko Kaida (ed. giapponese), Jasmine Laurenti (ep. 2) (ed. italiana)
Joe Wise (ジョウ・ワイズ?, Jou Waizu)
Doppiato da: Shinji Kawada (ed. giapponese), Raffaele Fallica (ep. 1) (ed. italiana)
Anna Clément (アンナ・クレマン?, Anna Kureman)
Doppiata da: Ai Kayano (ed. giapponese)
Gene Smilas (ジィーン・スマイラス?, Jīn Sumairasu)
Doppiato da: Unshō Ishizuka (ed. giapponese), Natale Ciravolo (ed. italiana)
Oscar Hammel (オスカー・ハメル?, Osukā Hameru)
Doppiato da: Shōtarō Morikubo (ed. giapponese), Ruggero Andreozzi (ed. italiana)
Kate Novak (ケイト・ノヴァク?, Keito Novaku)
Doppiata da: Mikako Komatsu (ed. giapponese)
Ferilli Baltrow (フェリッリ・バルトロウ?, Ferirri Barutorou)
Doppiata da: Asami Seto (ed. giapponese)
Chloe Winkel (クロエ・ウィンケル?, Kuroe Winkuru)
Doppiata da: Nao Tōyama (ed. giapponese)
Hilda Fagan (ヒルダ・フェイガン?, Hiruda Feigan)
Doppiata da: Saori Hayami (ed. giapponese)
Sarah Danes (サラ・デインズ?, Sara Dinzu)
Doppiata da: Natsumi Takamori (ed. giapponese)
Olivia Reuel (オリビア・ロウエル?, Oribia Roueru)
Doppiata da: Mariya Ise (ed. giapponese)

### Euro Britannia
Shin Hyūga Shaing (シン・ヒュウガ・シャイング?, Shin Hyuuga Shaingu)
Doppiato da: Masaya Matsukaze e Junko Minagawa (da giovane) (ed. giapponese), Alessandro Zurla (ed. italiana)
Jean Rowe (ジャン・ロウ?, Jan Rou)
Doppiata da: Mariya Ise (ed. giapponese)
Augusta Henry Highland (オーガスタ・ヘンリ・ハイランド?, Ōgasuta Henri Hairando)
Doppiato da: Takayuki Sugō (ed. giapponese)
Michele Manfredi (ミケーレ・マンフレディ?, Mikēre Manfuredi)
Doppiato da: Kenta Miyake (ed. giapponese)
Andrea Farnese (アンドレア・ファルネーゼ?, Andorea Farunēze)
Doppiato da: Takehito Koyasu (ed. giapponese), Luigi Rosa (ed. italiana)
Gaudefroy du Villon (ゴドフロア・ド・ヴィヨン?, Godofuroa do Viyon)
Doppiato da: Taketora (ed. giapponese)
Raymond du Saint-Gilles (レーモンド・ド・サン・ジル?, Rēmondo do San Jiru)
Doppiato da: Hikaru Miyata (ed. giapponese)
Ashley Ashra (アシュレイ・アシュラ?, Ashurei Ashura)
Doppiato da: Takuma Terashima (ed. giapponese), Massimo Di Benedetto (ed. italiana)
Alice Shaing (アリス・シャイング?, Arisu Shaingu)
Doppiata da: Kaori Ishihara (ed. giapponese)
Maria Shaing (マリア・シャイング?, Maria Shaingu)
Doppiata da: Mamiko Noto (ed. giapponese)

### Sacro Impero di Britannia
Julius Kingsley (ジュリアス・キングスレイ?, Juriasu Kingusurei)
Doppiato da: Jun Fukuyama (ed. giapponese), Massimiliano Alto (ed. italiana)
Suzaku Kururugi (枢木スザク?, Kururugi Suzaku)
Doppiato da: Takahiro Sakurai (ed. giapponese), Davide Perino (ed. italiana)

### Altri
Strega dei boschi (森の魔女?, Mori no Majo)
Doppiata da: Yukana (ed. giapponese), Gea Riva (ed. italiana)
Supervisore Dimensionale (時空の管理者?, Jikū no Kanrisha)
Doppiata da: Haruka Kudō (ed. giapponese), Katia Sorrentino (ep. 3), Elena Gianni (ep. 5) (ed. italiana)
È uno dei due Supervisori Dimensionali. Come tale, spiega a Leila, rappresenta la coscienza collettiva dell'universo, la quale interviene nell'evoluzione dell'universo medesimo.

## Episodi
| Nº | Titolo italiano Giapponese 「Kanji」 - Rōmaji                                         | Prima visione                                               | Prima visione    |
| Nº | Titolo italiano Giapponese 「Kanji」 - Rōmaji                                         | Giapponese                                                  | Italiano         |
| 1  | Il Wyvern si è posato 「翼竜は舞い降りた」 - Yokuryū wa maiorita                      | 4 agosto 2012 (cinema) 29 gennaio 2013 (DVD e Blu-ray)      | 14 marzo 2013    |
| 2  | Il Wyvern lacerato 「引き裂かれし翼竜」 - Hikisakareshi Yokuryū                       | 14 settembre 2013 (cinema) 25 dicembre 2013 (DVD e Blu-ray) | 12 marzo 2014    |
| 3  | Ciò che riluce, dal cielo ricade 「輝くもの天より堕つ」 - Kagayaku mono ten yori otsu | 2 maggio 2015 (cinema) 26 giugno 2015 (DVD e Blu-ray)       | 20 gennaio 2016  |
| 4  | Dai Ricordi dell'odio 「憎しみの記憶から」 - Nikushimi no kioku kara                  | 4 luglio 2015 (cinema) 28 ottobre 2015 (DVD e Blu-ray)      | 20 aprile 2016   |
| 5  | Alle persone più care 「愛シキモノタチヘ」 - Itoshiki monotachi e                     | 6 febbraio 2016 (cinema) 22 aprile 2016 (DVD e Blu-ray)     | 15 dicembre 2016 |

## Edizioni home video
Dei Blu-ray giapponesi vengono pubblicate edizioni limitate con più contenuti speciali ed edizioni standard, mentre dei DVD esce un'unica edizione. Entrambe le edizioni dei Blu-ray, ma non i DVD, comprendono anche sottotitoli in inglese. Nell'edizione limitata del Blu-ray del primo episodio è incluso un drama CD dal titolo Pari, dai-hachi-ku no gogo (パリ、第8区の午後? lett. "Parigi, il pomeriggio del distretto nº 8") con le voci di Anna e Leila (rispettivamente Ai Kayano e Maaya Sakamoto).
In Italia vengono pubblicate solo due edizioni uguali, una in Blu-ray e una in DVD.

## Colonna sonora
Sigla di chiusura
- More Than Words (モアザンワーズ?, Moa Zan Wāzu) cantata da Maaya Sakamoto